# Ралі Дакар 2008
Ралі-рейд Дакар-2008 — перший в історії «Дакарів» ралі-рейд, що не відбувся.
Він мав би стати тридцятою гонкою в історії ралійного супермарафону Ралі Дакар.

## Причини відміни гонки
Організатор ралі — фірма «A.S.O.» після довготривалих обговорень питання з урядом Франції повідомила 4 січня 2008 року про відміну гонки у зв'язку з прямими погрозами ісламських терористичних угрупувань у Північній Африці на адресу учасників змагань.

## Учасники
В 30-й ювілейній гонці було заявлено для участі 570 одиниць техніки. В тому числі:
- мотоциклів — 245 (стартові номери від 1 до 246)
- квадроциклів — 20 (стартові номери від 250 до 272)
- автомобілів — 205 (стартові номери від 300 до 513)
- вантажівок — 100 (стартові номери від 600 до 701).

Середній вік учасників трохи менший ніж 40 років. Найбільше новачків (тих, хто вперше бере участь в «Дакарі») серед мотоциклістів - майже 40%, серед автомобілів - 18%.
Вперше у «Дакарі» мали взяти участь представники України (1 автомобіль «Міцубіші» L200 зі стартовим номером 408), Казахстану (4 автомобілі та 1 мотоцикл) та Китаю.

## Траса
Трасу планувалося прокласти шляхами 6-ти країн: 
- Португалія — 2 етапи,
- Іспанія — 0 етапів (тільки дорожня секція до порту Малага),
- Марокко - 4 етапи,
- Західна Сахара - 0 етапів (тільки транзит з ночівлею у Смарі)
- Мавританія - 8 етапів,
- Сенегал - 1 етап.

за маршрутом Лісабон - Портімау - Малага (морем на поромі) Надор - Ер Рашидія - Урзазат - Ґюельмім - Смара - Атар - Нуакшот - Нуадібу - Атар - Тіджікджа - Кіфа - Кіфа - Сан-Луї - Дакар.

## Етапи
Планувалося проведення гонки за таким розкладом.
| Дата       | Старт                     | Фініш                     | Відстань                  | Відстань                  | Відстань                  | Відстань                  | Примітки |
| Дата       | Старт                     | Фініш                     | Дорожня секція            | Швидкісна ділянка         | Дорожня секція            | Разом                     | Примітки |
| ---------- | ------------------------- | ------------------------- | ------------------------- | ------------------------- | ------------------------- | ------------------------- | -------- |
| 05.01.2008 | Лісабон                   | Портімау                  | 104 km                    | 120 km                    | 262 km                    | 486 km                    |          |
| 06.01.2008 | Портімау                  | Малага                    | 15 km                     | 60 km                     | 460 km                    | 535 km                    |          |
| 07.01.2008 | Надор                     | Ер Рашидія                | 182 km                    | 372 km                    | 163 km                    | 717 km                    |          |
| 08.01.2008 | Ер Рашидія                | Урзазат                   | 29 km                     | 356 km                    | 199 km                    | 584 km                    |          |
| 09.01.2008 | Урзазат                   | Ґюельмім                  | 188 km                    | 498 km                    | 148 km                    | 834 km                    |          |
| 10.01.2008 | Ґюельмім                  | Смара                     | 66 km                     | 454 km                    | 105 km                    | 625 km                    |          |
| 11.01.2008 | Смара                     | Атар                      | 198 km                    | 619 km                    | 12 km                     | 829 km                    |          |
| 12.01.2008 | Атар                      | Нуакшот                   | 44 km                     | 450 km                    | 37 km                     | 531 km                    |          |
| 13.01.2008 | День відпочинку в Нуакшот | День відпочинку в Нуакшот | День відпочинку в Нуакшот | День відпочинку в Нуакшот | День відпочинку в Нуакшот | День відпочинку в Нуакшот |          |
| 14.01.2008 | Нуакшот                   | Нуадібу                   | 37 km                     | 525 km                    | 86 km                     | 648 km                    |          |
| 15.01.2008 | Нуадібу                   | Атар                      | 111 km                    | 552 km                    | 22 km                     | 685 km                    |          |
| 16.01.2008 | Атар                      | Тіджікджа                 | 35 km                     | 524 km                    | 133 km                    | 692 km                    |          |
| 17.01.2008 | Тіджікджа                 | Кіфа                      | 131 km                    | 398 km                    | 2 km                      | 531 km                    |          |
| 18.01.2008 | Кіфа                      | Кіфа                      | 25 km                     | 484 km                    | 6 km                      | 515 km                    |          |
| 19.01.2008 | Кіфа                      | Сан-Луї                   | 326 km                    | 301 km                    | 130 km                    | 757 km                    |          |
| 20.01.2008 | Сан-Луї                   | Дакар                     | 239 km                    | 23 km                     | 42 km                     | 304 km                    |          |
| Разом      | Разом                     | Разом                     | 1 730 km                  | 5 736 km                  | 1 807 km                  | 9 273 km                  |          |